# Championnat du Gabon de football 1995
Navigation
Saison précédente Saison suivante
La saison 1995 du Championnat du Gabon de football est la dix-neuvième édition du championnat de première division gabonaise, le Championnat National. Il se déroule sous la forme d’une poule unique avec dix formations, qui s’affrontent à deux reprises, à domicile et à l’extérieur. À l’issue du championnat, il n’y a pas de relégation et le champion de D2 est promu.
C'est l'AS Mangasport qui remporte le championnat cette saison, après avoir terminé en tête du classement final, avec trois points d’avance sur le Mbilinga FC et huit sur le FC 105 Libreville. C'est le tout premier titre de champion du Gabon de l'histoire du club.
Avant le démarrage de la saison, deux clubs sont exclus du championnat : le quadruple tenant du titre, l’AS Sogara, pour raisons financières et Delta Sports FC.

## Les clubs participants
| - USM Libreville - FC 105 Libreville - Wongosport - Promu de D2 - AS Mangasport - Ndzimba FC - Promu de D2 | - Mbilinga FC - Stade d'Akébé - Petrosport FC - Ntsa Igali FC - Promu de D2 - Aigles Verts FC - Promu de D2 |

## Compétition

### Classement
| Rang | Équipe            | Pts | J  | G | N | P | Bp | Bc | Diff |
| ---- | ----------------- | --- | -- | - | - | - | -- | -- | ---- |
| 1    | AS Mangasport     | 40  | 18 |   |   |   |    |    |      |
| 2    | Mbilinga FCC      | 37  | 18 |   |   |   |    |    |      |
| 3    | FC 105 Libreville | 32  | 18 |   |   |   |    |    |      |
| 4    | Petrosport FC     | 31  | 18 |   |   |   |    |    |      |
| 5    | Aigles Verts FCP  | 24  | 18 |   |   |   |    |    |      |
| 6    | USM Libreville    | 22  | 18 |   |   |   |    |    |      |
| 7    | WongosportP       | 21  | 18 |   |   |   |    |    |      |
| 8    | Stade d'Akébé     | 18  | 18 |   |   |   |    |    |      |
| 9    | Ntsa Igali FCP    | 14  | 18 |   |   |   |    |    |      |
| 10   | Ndzimba FCP       | 10  | 18 |   |   |   |    |    |      |

|  | Qualification pour la Coupe des clubs champions africains 1996 |
|  | Qualification pour la Coupe des Coupes 1996                    |
|  | Qualification pour la Coupe de la CAF 1996                     |
|  | C : Vainqueur de la Coupe du Gabon P : Promu de D2             |

## Bilan de la saison
| Championnat du Gabon de football 1995                             |                           |
| Champion                                                          | AS Mangasport (1er titre) |
| Coupes et trophées                                                |                           |
| Vainqueur de la Coupe du Gabon 1995                               | Mbilinga FC               |
| Qualifications continentales                                      |                           |
| Coupe d'Afrique des clubs champions 1996                          | AS Mangasport             |
| Coupe des Coupes 1996                                             | Mbilinga FC               |
| Coupe de la CAF 1996                                              | FC 105 Libreville         |
| Promotions et relégations                                         |                           |
| Promus en Championnat National                                    | Anges ABC                 |
| Relégués en Championnat du Gabon de football de deuxième division | Aucun                     |